# کاکائو وب‌تون
کاکائو وب‌تون (کره‌ای: 카카오 웹툰؛ انگلیسی: Kakao Webtoon) یک پلتفرم وب‌تون است که توسط کاکائو کورپوریشن اداره می‌شود.

## اقتباس‌ها
آثار اقتباس شده از وب‌تون‌های داوم/کاکائو
- تعقیب (۲۰۱۷)
- مری با من ازدواج کن (۲۰۱۲)
- ۲۶ سال (۲۰۱۲)
- خیلی مخفیانه (۲۰۱۳)
- میسنگ: زندگی ناتمام (۲۰۱۴)
- عشق هوگو (۲۰۱۵)
- آلارم عشق (فصل ۱: ۲۰۱۹، فصل ۲: ۲۰۲۱)
- تو فوق‌العاده‌ای (۲۰۱۹)
- کلاس ایته‌‌وون (۲۰۲۰)
- مموریست (۲۰۲۰)
- بار مرموز سانگاب (۲۰۲۰)[۱]
- شکارچیان شگفت‌انگیز (۲۰۲۰)[۲]
- همچو پروانه (۲۰۲۱)[۳]
- دکتر مغز (۲۰۲۱)[۴]
- رأی کشنده (۲۰۲۳)[۵]